# Ерково
Ерково — деревня в городском округе Коломна Московской области. До 2017 года относилась к Хорошовскому сельскому поселению Коломенского района. Население — 21 чел. (2021).

## Расположение
Деревня Ерково расположена среди лесов примерно в 15 км к северо-востоку от города Коломны. Западнее деревни Ерково находятся деревни Чуркино, Губастово и посёлок городского типа Пески. Рядом с деревней Ерково протекает река Мезенка.

## Население
| 2002 | 2006 | 2010 | 2021 |
| ---- | ---- | ---- | ---- |
| 0    | →0   | →0   | ↗21  |